# Ricky Proehl
(en) Statistiques sur pro-football-reference
Richard Scott Proehl (né le 7 mars 1968 dans le Bronx) est un joueur américain de football américain.

## Lycée
Proehl étudie à la Hillsborough High School de Hillsborough, jouant avec l'équipe de football américain et de baseball. Lors de sa dernière année lycéenne, il reçoit quarante-deux passes pour plus de neuf cents yards et treize touchdowns. Il reçoit de nombreux honneurs régionaux.

## Carrière

### Université
Il entre à l'université Wake Forest où il joue pendant quatre ans avec l'équipe de football américain des Demon Deacons. Il bat le record de yards a la réception de l'école avec 2949 yards et de touchdown avec vingt-cinq. Son parcours universitaire s'achève avec le Blue-Gray Football Classic et le East-West All-Star Game.

### Professionnel
Ricky Proehl est sélectionné au troisième tour du draft de la NFL de 1990 par les Cardinals de Phoenix au cinquante-huitième choix. Lors de sa première saison, il bat le record de réception des Cardinals pour un rookie et devient le premier rookie à totaliser le plus de réception de l'équipe depuis Bob Shaw en 1950. Après cette belle saison, il devient titulaire pendant quatre ans.
Après la saison 1994, il est échangé aux Seahawks de Seattle contre un choix des Seahawks au draft de 1995. Il est très peu utilisé lors de sa première saison à Seattle avant de devenir titulaire lors de la saison 1996 pendant sept matchs. Seattle ne conserve pas Proehl et il signe un contrat d'un an avec les Bears de Chicago où il est titulaire à dix reprises mais ne termine la saison avec les Bears signant avec les Rams de Saint-Louis.
En 1998, Proehl est un des wide receiver titulaires et fait sa seule saison comme véritable titulaire avant d'être relégué à un poste de titulaire occasionnel. Lors du match de championnat de la National Football Conference, Ricky reçoit six passes pour cent yards et marque le touchdown de la victoire contre les Buccaneers de Tampa Bay et envoie ses coéquipiers au Super Bowl XXXIV où il ne reçoit qu'un ballon. Les Rams remportent le Super Bowl. Deux saisons plus tard, les Rams se retrouvent une nouvelle fois à un Super Bowl, lors du Super Bowl XXXVI. Proehl reçoit une passe à une minute et trente secondes de la fin du match, permettant à Saint-Louis d'égaliser à 17 partout contre les Patriots de la Nouvelle-Angleterre. Néanmoins, le placekicker des Patriots Adam Vinatieri réussi un field goal dans les dernières secondes, permettant à La Nouvelle-Angleterre de s'imposer 20-17.
Après la saison 2002, Proehl est libéré de l'effectif des Rams et signe un contrat avec les Panthers de la Caroline. La première saison de Proehl en Caroline est une saison magique. Les Panthers alors appelé les Cardiac Cats (du fait qu'ils gagnaient tous leurs matchs dans les ultimes instants) se hissent jusqu'au Super Bowl XXXVIII notamment grâce au quarterback Jake Delhomme et l'entraineur John Fox. Ricky se montre une nouvelle fois comme une des vedettes de la finale de la NFL. Dans la dernière minute du match, Proehl marque un touchdown après avoir reçu une passe, égalisant contre cette même équipe des Patriots de la Nouvelle-Angleterre qui l'avait privé d'un second sacre deux ans auparavant. Néanmoins, l'histoire se répète avec les mêmes acteurs. Adam Vinatieri, toujours 'kicker des Patriots marque un nouveau field goal dans les dernières minutes du match, remportant le match 32-29.
Cette première saison avec les Panthers s'annonce prolifique mais la franchise de la Caroline n'arrive plus à réécrire une aussi belle aventure. Après une saison 2005 toujours comme remplaçant, Ricky annonce la fin de sa carrière de joueur professionnel.

### Consultant à la radio et à la télévision
Tout juste sa retraite annoncée, Proehl s'implique dans le rôle de consultant pour la chaîne de télévision des Rams de Saint-Louis lors des matchs de pré-saison 2006. Il est aussi consultant à la radio, participant à des talk-show lors de matchs de pré-saison.

### Retour en professionnel
Le 29 novembre 2006, Proehl sort de sa jeune retraite après la demande des Colts d'Indianapolis pour qu'il remplace Brandon Stokley, blessé. Il retrouve Adam Vinatieri qui a gâché ses espoirs à deux reprises de titre. Ils deviennent coéquipiers mais Proehl ne joue que deux matchs; il est gardé par Indianapolis jusqu'à la fin de la saison 2006 où il termine sur une bonne note: la victoire au Super Bowl XLI.

### Entraineur
Le 1er février 2011, Proehl devient consultant offensif des Panthers de la Caroline, qui sortent d'une saison 2010 catastrophique avec un score de 2-14. Il est amené à travailler avec les wide receivers.

## Statistiques
Proehl a joué dix-sept saisons en professionnel, participant à 244 matchs dont 110 comme titulaire, ayant reçu 669 passes pour 8878 yards (moyenne de 13,3 yards par reception et de 36,4 par match) ainsi que cinquante-quatre touchdowns. Il a aussi fait dix-neuf courses pour 115 yards mais aucun touchdown.